# Projektionsmapping
Projektionsmapping bezeichnet das Verfahren, mit einem Projektor beliebig strukturierte Oberflächen angepasst zu beleuchten. Bereits in der Bildebene (Abbildungsebene) des Projektors ist die individuelle Eigenheit der zu beleuchtenden Oberflächenstruktur enthalten. Die Verwendung einer passgenauen Vorlage in der Bildebene des Projektors ist die Grundvoraussetzung für ein Projektionsmapping. Die Erstellung einer solchen Vorlage kann durch Berechnung erfolgen (mit Hilfe von Fotoaufnahmen) oder durch das Nachzeichnen der Oberflächenstrukturen durch den Projektor hindurch, wofür spezielle Techniken angewandt werden.

## Statisches und dynamisches Projektionsmapping
Projektionsmapping ist mit allen Arten von Projektoren möglich, je nach Wiedergabeeigenschaften des Projektors unterscheidet man zwischen statischen und dynamischen Bildinhalten.

### Statisches Projektionsmapping
Ein statisches Projektionsmapping wird mit Projektoren, welche Standbilder (Fotos) wiedergeben können, umgesetzt, wie z. B. Diaprojektoren und Overheadprojektoren. Die passgenaue Vorlage ist in der Bildebene (Folie, Dia) enthalten. Die passgenauen Standbilder werden dann auf die vorab definierte Oberfläche projiziert.

### Dynamisches Projektionsmapping
Ein dynamisches Projektionsmapping wird mit Projektoren umgesetzt, welche Bildsequenzen wiedergeben können, in den allermeisten Fällen mit Videoprojektoren. Die passgenaue Vorlage ist in diesem Fall in der Datei enthalten, welche über die Abbildungsebene des Videoprojektors ausgegeben wird. Die passgenauen Bildsequenzen werden dann auf die vorab definierte Oberfläche projiziert. 

## Videoprojektionsmapping
Das Videoprojektionsmapping (auch Videomapping) gilt als eine innovative Form der Medienkunst und bezeichnet eine individuell auf ein Objekt abgestimmte Videoprojektion. Die Technik des Videomappings wird unter anderem von Künstlern und Werbetreibenden verwendet, die optische Illusionen auf statischen Objekten erlebbar machen wollen. Ein Videomapping wird häufig mit Audioeffekten kombiniert, um eine audiovisuelle Erzählung zu erschaffen.

### Geschichte
Zum ersten Mal in Erscheinung getreten ist das Videomapping im Jahr 1969 auf der Eröffnung des Haunted Mansion Dark Rides im Disneyland. Dort wurden Büsten mit individuell angepassten 16 mm Filmprojektionen bespielt. Die Projektionen waren so produziert, dass die Gesichter der Büsten durch Mimik zum Leben erweckt wurden.
In den 1980er Jahren vergrößerte sich das Angebot von 3D-Grafik-Software auf dem Markt, welche das Modellieren und Animieren von 3D-Objekten verbesserte und einfacher machte. Die Verwendung von Videomapping wurde mit der Zeit vielfältiger und bekam neben dem künstlerischen Aspekt immer größeren Unterhaltungswert bei den Betrachtern. Gerade in der elektronischen Musikszene wurde mehr und mehr mit visuellen Künstlern zusammengearbeitet, um die Musik vom DJ mit Projektionen, in vielen Fällen auch Videomapping zu begleiten.
Durch die Weiterentwicklung der Projektionstechnik (größere Helligkeit und Auflösung der Videoprojektoren) war es ab Mitte der 2000er Jahre so weit, dass Videomapping auch im Außenbereich einsetzbar war. Besonders die Werbebranche machte sich diese neue Art der Darstellung zu Nutze. Es war ab sofort möglich, mit Videomapping ein großes Publikum anzusprechen und ein hohes Aufmerksamkeitspotential zu erreichen. Gleichzeitig kommt Videomapping mehr und mehr in der Street-Art-Szene an und so lässt diese Technologie die Grenzen zwischen Werbung und Kunst verschwimmen.
Projektionsmapping ist ein Indikator für das gegenwärtige Fortschreiten von Augmented Reality in unseren Alltag und wird durch weitere Aspekte wie höhere Auflösung, Interaktion, Echtzeit-Rendering immer weniger von der analogen Realität zu unterscheiden sein.

### Technische Beschreibung
Um ein Videomapping zu erstellen, muss ein Objekt, z. B. eine Gebäudefassade, zunächst in eine digitale Oberfläche verwandelt werden. Unter Verwendung von spezieller Software wird das Objekt dann als digitales Modell nachgebaut. Dieses Modell dient anschließend als Vorlage für die Projektionsinhalte. Die gewählten Inhalte werden auf die Spezifikationen des Videoprojektors und das verwendete Objektivs abgestimmt. Jeder gewünschte Bildinhalt kann nun pixelgenau auf dieses Modell angepasst werden. So ist es z. B. möglich, mit Software, die entsprechende virtuelle Lichtberechnungen durchführt, Inhalte zu erzeugen, die dem Betrachter die Illusion räumlicher Tiefe vermitteln. Dies wird als 3D-Videoprojektionsmapping oder auch 3D-Videomapping bezeichnet. Eine sogenannte 3D-Brille ist für die Illusion der räumlichen Tiefe nicht erforderlich, da das Projektionsobjekt selbst räumliche Tiefe mitbringt, welche bei der Inhaltserstellung berücksichtigt werden kann.
Der Aufstellort des Projektors in Bezug auf die Projektionsfläche muss klar definiert werden können und sollte nicht mehr verändert werden, nachdem eine passgenaue Vorlage erstellt wurde. Wenn der Aufstellort dennoch verändert wurde, besteht die Möglichkeit, die Projektionsinhalte mittels des sog. „Warpings“ wieder auf die Vorlage anzupassen.
Für großflächige Projektionen, wie z. B. Häuserfassaden, werden Videoprojektoren mit Lichtleistungen von 20.000 Ansi Lumen oder mehr verwendet. Kleine Videomappings können auch mit weniger hellen Videoprojektoren erstellt werden. Die Auswahl des Videoprojektors und dessen Helligkeit wird entsprechend der Umgebungshelligkeit getroffen. Je heller das Umgebungslicht, umso mehr Licht muss auf dem Objekt ankommen, d. h. desto stärker muss die Leuchtkraft des Videoprojektors sein. Im Allgemeinen wird ein Verhältnis von 4:1 als notwendig angesehen, d. h. die Lichtmenge auf der Projektionsfläche sollte viermal höher sein als die Lichtmenge in der Umgebung des Projektionsobjekts.

### Anwendung
Die Anwendungsbereiche von Videomapping sind vielfältig und finden ihren Einsatz vor allem in der Werbebranche und in der Medienkunst.

#### Einsatz als Marketinginstrument
Werbeagenturen oder Unternehmen nutzen Videomapping, um viel Aufmerksamkeit für ihr Kampagnen-Ziel zu erreichen. Durch die Möglichkeit der individuellen Anpassung auf ein Objekt kann eine gezielte Ausrichtung mit hohem Aufmerksamkeitspotential der Kampagne erfolgen. Auch das Einsetzen von interaktivem Videomapping findet wachsenden Anklang. Eine Projektion, welche der Betrachter vor Ort beeinflussen kann, steigert den Erinnerungswert der Kampagnen-Botschaft. Bei Kampagnen des so genannten Guerilla-Marketings ist Videomapping sehr populär. Durch Projektionstechnologie wird ein Objekt großflächig temporär verändert. Da lediglich mit Licht gearbeitet wird, fallen kaum Materialkosten an. So wird trotz eines meist geringen Etats eine große Aufmerksamkeit erzielt.

#### Einsatz in der Medienkunst
In der elektronischen Tanzmusik kommt es immer häufiger vor, dass DJs ihre Musik mit synchronisierten Visuals begleiten. Obwohl hier häufig normale Projektionsleinwände verwendet werden, beginnen immer mehr Künstler, benutzerdefinierte Projektionsobjekte zu erschaffen, auf die dann ein Videomapping projiziert wird.
Visuelle Künstler verwenden Videomapping auch als Mittel des kreativen Ausdrucks mit dem Ansatz, die vorhandenen kreativen Medien wie Malerei, Zeichnung oder performative Kunst zu erhöhen.
Somit wird Videomapping zu einer neuen Ausdrucksform, die kreative Ideen in 3D-Projektionen verwandeln kann, welche in ihrer Vielschichtigkeit einen besonderen Effekt auf die Betrachter haben.